# Santa Giuletta
Santa Giuletta é uma comuna italiana da região da Lombardia, província de Pavia, com cerca de 1.624 habitantes. Estende-se por uma área de 11 km², tendo uma densidade populacional de 148 hab/km². Faz fronteira com Barbianello, Mornico Losana, Pietra de' Giorgi, Pinarolo Po, Redavalle, Robecco Pavese, Torricella Verzate.

## Demografia
| Variação demográfica do município entre 1861 e 2011                               |
|                                                                                   |
| Fonte: Istituto Nazionale di Statistica (ISTAT) - Elaboração gráfica da Wikipedia |